# 폭력교실 1999
《폭력 교실 1999》(Class Of 1999)는 미국에서 제작된 마크 L. 레스터 감독의 1990년 액션, 공포, SF 영화이다. 브래들리 그레그 등이 주연으로 출연하였고 마크 L. 레스터 등이 제작에 참여하였다.

## 출연

### 주연
- 브래들리 그레그
- 존 P. 라이언
- 팜 그리어
- 스테이시 키치

### 조연
- 지미 메디나 타거트
- 대런 E. 버로우즈
- 제이슨 올리버
- 숀 설리반
- 질 게츠비
- 샤론 와이어트

## 기타
- 공동제작: 유진 마졸라
- 미술: 스티븐 르글러
- 특수효과: 에릭 앨라드
- 배역: 캐시 헨더슨
- 배역: 마이클 커틀러